# 오무열
오무열(吳武烈, 1988년 12월 7일 ~ ) 은 KBO 리그 전 연천 미라클의 내야수이다.

## 일본 독립야구 시절
2009년에 고치 파이팅독스에 입단하였다.

## 한국 독립야구 시절

### 고양 원더스시절
2013년에 입단하였다.

## 한국 프로야구 시절

### 넥센 히어로즈시절
2015년에 입단하였다.

## 한국 독립야구 복귀

### 연천 미라클시절
2015년에 입단하였다.

## 출신 학교
- 수유초등학교
- 중앙중학교
- 휘문고등학교
- 한성디지털대학교